# سوفیا (فیلم ۲۰۱۸)
سوفیا (انگلیسی: Sofia) یک فیلم درام به کارگردانی مریم بنم بارک است که در سال ۲۰۱۸ منتشر شد. این فیلم برنده بهترین فیلمنامه در بخش نوعی نگاه از هفتاد و یکمین دورهٔ جشنواره فیلم کن شد

## داستان
داستان فیلم درباره زنی ۲۰ ساله در کازابلانکا است که با مشکلات اجتماعی روبه رو می‌شود.